# 吴尧民
吴尧民（1926年—2022年7月5日），男，江苏苏州人，中国政治人物。曾任中共浙江省委统战部部长、第七届全国政协委员。

## 生平
1948年毕业于江苏省立教育学院农业教育系，同年加入中国共产党，并在中共苏浙皖边区工委参加工作，油印小报，曾任浙江湖嘉公学教育干事。1949年中华人民共和国建立后，历任共青团湖州市委组织委员，嘉兴地委青委组织干事、宣传部副部长，共青团浙江省委组织科长、宣传部副部长、常委、宣传部部长，《浙江青年报》总编辑等职。1964年后，任中共浙江省委“反修”理论小组办公室负责人、省委社教办公室副主任等职。1971年任新绍兴报革委会副主任。1972年调至浙江日报社，任党委委员。1977年任浙江日报社党委书记、总编辑。1981年兼任中共浙江省委副秘书长，省纪委委员。1983年任省委宣传部常务副部长，1986年任省委统战部部长。曾任第七届全国政协委员，第四、五届浙江省政协常委，浙江省新闻工作者协会第三、四、五届主席，第三届中华全国新闻工作者协会理事等职。2022年7月5日在杭州逝世。